# Voice of Wilderness
«Voice of Wilderness» — другий студійний альбом фінського фольк-метал-гурту Korpiklaani. Реліз відбувся 1 лютого 2005 лейблом Napalm Records.

## Список композицій
| #     | Назва                                    | Тривалість |
| ----- | ---------------------------------------- | ---------- |
| 1.    | «Cottages & Saunas»                      | 3:16       |
| 2.    | «Journey Man»                            | 2:33       |
| 3.    | «Fields in Flames»                       | 3:52       |
| 4.    | «Pine Woods»                             | 4:26       |
| 5.    | «Spirit of the Forest»                   | 4:27       |
| 6.    | «Native Land»                            | 4:32       |
| 7.    | «Hunting Song»                           | 3:02       |
| 8.    | «Ryyppäjäiset» ("Booze-up")              | 3:00       |
| 9.    | «Beer Beer»                              | 3:00       |
| 10.   | «Old Tale»                               | 5:40       |
| 11.   | «Kädet siipinä» ("Hands as Their Wings") | 3:12       |
| 41:02 |                                          |            |

## Учасники запису[2]
- Йонне Ярвеля – вокал, йойк, електрогітара, акустична гітара
- Матті "Матсон" Йоханссон — ударні, задній вокал
- Алі Мяаття — ударні
- Калле "Кейн" Савіярві — гітари, задній вокал
- Тоні "Хонка" Хонканен — гітари
- Арто Тіссарі — бас-гітара
- Яакко "Хіттавайнен" Лемметтю — скрипка, йоухікко, волинка, губна гармоніка

## Чарти
| Чарт (2005)           | Місце |
| --------------------- | ----- |
| Japanese Albums Chart | 195   |